# Facteur (métier)
Pour les articles homonymes, voir Facteur.
 (avril 2020).
Si vous disposez d'ouvrages ou d'articles de référence ou si vous connaissez des sites web de qualité traitant du thème abordé ici, merci de compléter l'article en donnant les références utiles à sa vérifiabilité et en les liant à la section « Notes et références ».
Un facteur ou préposé (ou une factrice ou préposée) est un employé d'une entreprise postale qui traite et distribue le courrier aux particuliers et aux entreprises,.

## France

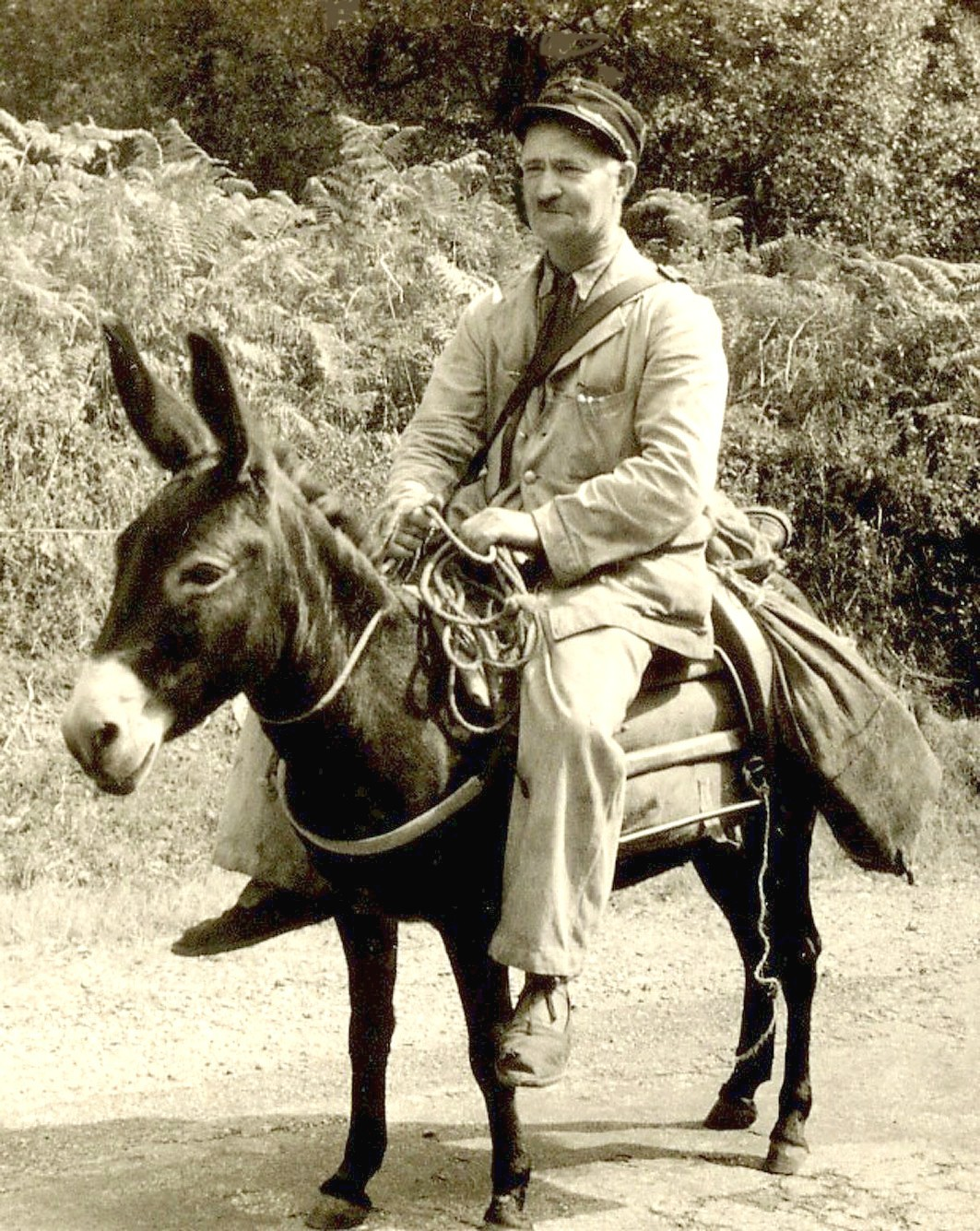
Facteur en Corse en 1952.

En France, le facteur distribue également les lettres recommandées et effectue la réexpédition du courrier des personnes ayant payé La Poste pour le faire suivre. En milieu rural ou semi-urbain, il distribue parfois les colis au cours de tournées souvent effectuées en automobile.
Le courrier est distribué six jours sur sept, du lundi au samedi (sauf jours fériés), toute l'année, et partout sur le territoire national ( sauf dans les domiciles situés au bout de chemins privés ou publics non asphaltés et jugés non carrossables, auxquels cas le courrier et colis sont déposés dans des boîtes à lettres situés à l'entrée de ces chemins, et sauf quand la durée du trajet est jugée trop longue pour un domicile isolé, selon des critères au cas par cas ).
Il faut noter qu'un facteur n'est pas forcément titulaire d'un quartier ; en effet, avant de prétendre à avoir un quartier, il faut déjà connaître de mémoire tous les autres quartiers du Centre Courrier et les rues qu'ils comportent, afin de pouvoir passer et réussir un examen interne chronométré et surveillé (c'est le test du tri général ou TG). Et c'est une fois cet examen réussi que les facteurs pourront tenter d'acheter (c'est le terme employé bien qu'il n'y ait aucune transaction monétaire) un quartier lors d'un simulacre de vente aux enchères organisé deux fois l'an. Tant qu'il n'est pas titulaire, le facteur sera qualifié de facteur polyvalent, c'est-à-dire qu'au jour le jour il remplacera un ou des collègues absents, il peut garder ce statut sans limite et n'est pas contraint de devenir titulaire.
Il existe à La Poste plusieurs types de tournées (parfois mixtes selon le milieu, rural ou urbain), mais les employés qui les effectuent sont toujours dénommés facteurs.
- La tournée lettres est la plus commune. Le facteur qui l'effectue trie le courrier, le classe, traite le courrier à réexpédier, puis effectue sa tournée de distribution pendant laquelle il délivre également les lettres recommandées. Cette tournée se fait, la plupart du temps, à pied, à bicyclette (milieu urbain), à cyclomoteur ou en automobile (milieu rural ou semi-urbain).
- La tournée colis. Il s'agit d'une tournée dédiée à la distribution de colis dans un milieu urbain ou semi-urbain, et qui s'effectue toujours en automobile[3]. Les facteurs effectuant cette tournée emportent également les dépôts-relais des facteurs-lettres (voir le chapitre suivant, Journée type du facteur). Les Colissimo peuvent également être distribués par des livreurs dédiés. En milieu rural, cette tournée se rencontre moins, les colis étant distribués avec le courrier.
- La tournée entreprises (cedex). Essentiellement urbaine, cette tournée est dédiée à la livraison du courrier aux entreprises. Elle s'effectue en automobile et souvent se confond avec la tournée colis.

### Journée type du facteur en France, au cours d'une tournée-lettres

#### Tri en équipe
Le facteur commence son travail entre 5 h et 8 h 30 du matin, selon les centres de distribution. Avec les autres facteurs du centre, il commence par trier par quartier-lettres (par tournée de facteur) la partie du courrier, la presse et les colis parvenus simplement triés par ville. Il s'agit du tri général (TG).
À l'occasion de ce tri sont également mis à part les boîtes postales (BP) et les Cedex (courrier à destination des entreprises) qui, mal adressés ou mal aiguillés en amont, sont parvenus mélangés avec le courrier « classique ». Les Cedex et boîtes postales sont en effet triés à part, pour remise ou distribution précoce.

#### Tri de la tournée
Une fois le tri général terminé, ou bien à une heure définie (selon l'organisation propre à chaque centre de distribution), chaque facteur récupère le courrier de son quartier et le trie sur un casier qui lui est propre, ce second tri est appelé le coupage. Le casier comporte de quarante à une centaine de cases. Chacune d'elles correspond à une portion de la tournée. Il peut s'agir d'une petite rue, de quelques numéros dans une voie (rue, avenue…) ou d'un seul gros point de remise (immeuble, association…). Ainsi dans un second temps, après avoir trié tout le courrier à destination de son quartier-lettres, le facteur reprend la plupart des cases l'une après l'autre, pour le classer de façon définitive dans l'ordre de sa tournée, ce troisième et dernier tri de la matinée est appelé le piquage. Mais une nouvelle génération de casiers, contestée par plusieurs organisations syndicales, est mise en place à partir de 2006 : le casier hybride modulaire (CHM), qui dispose d'une séparation par point de remise, et permet donc un tri vertical direct sans reprise de chaque case.
Des machines de traitement du courrier permettent de trier mécaniquement une partie du courrier directement dans l'ordre de la tournée. Ce tri est appelé le tri complet distribution (TCD).

#### Réexpéditions et lettres recommandées
Les réexpéditions (ou réex) peuvent se traiter de différentes façons en fonction des préférences du facteur. Soit il les traite directement au fur et à mesure du tri du courrier, soit il les traite en une fois après avoir classé tout son courrier. Le traitement consiste à glisser les lettres dans des enveloppes de réexpédition ou à coller une étiquette de réexpédition au recto de la lettre.
Enfin, il prend en charge les lettres recommandées à destination de son quartier (qui ont été traitées à part par un autre employé à leur arrivée dans le centre).
Il est alors prêt à partir en tournée.

#### Tournée de distribution
L'heure de départ en tournée varie en fonction de la quantité de travail et du degré d'expérience du facteur. Elle se situe généralement entre 8 h 30 et 11 h.
Le facteur distribue tout le courrier qu'il a classé dans le sens de la tournée, fait signer les lettres recommandées aux destinataires, et éventuellement distribue les colis (notamment les tournées rurales). La tournée dure entre une et cinq heures.
Le facteur à pied ou à bicyclette ne pouvant pas emporter la totalité du courrier en une seule fois, il constitue lors du tri, des « dépôts-relais », des liasses de courrier mises en sac et déposées par les facteurs en automobile dans des « coffres-relais » disposés sur la voie publique. Ces coffres métalliques sont traditionnellement de couleur brune et généralement situés sur les trottoirs, mais ils sont remplacés à la fin des années 2000 par une nouvelle génération de boite aux lettres, qui permettent dans leur partie inférieure de déposer les dépôts-relais. Le facteur peut ainsi, en des points précis de sa tournée, récupérer le courrier à distribuer.
Dans certaines zones le facteur relève les boites aux lettres de rue, relève des compteurs électriques ou de gaz, apporte des médicaments à des personnes à mobilité réduite, exécute également d'autres prestations pour le compte de différents clients (ex:remise de catalogues en main propre au client et commentée par le facteur) ou distribue les prospectus pour le compte de Médiapost.
Concernant la rémunération : le salaire d'un facteur est assez variable et dépend en partie de son ancienneté , en moyenne il perçoit un salaire net de 1300 € / mois.

#### Retour au centre
Le facteur doit traiter ses rebuts avant le départ en tournée. Les rebuts sont les courriers dont le facteur titulaire prend la responsabilité de renvoyer à l'expéditeur.
Le facteur rend les lettres recommandées et les colis qu'il n'a pas pu distribuer (et qui seront alors mises en instance dans un bureau de poste), traite le courrier à retourner à l'expéditeur (destinataire n'habitant pas à l'adresse indiquée, nom non inscrit sur la boîte aux lettres…).
La journée du facteur se termine officiellement entre 12 h 30 et 17 h (selon les organisations propres à chaque centre de distribution), mais est en réalité dépendante de la quantité du travail et peut donc se terminer avant ou après l'heure prévue (cela se nomme officiellement le fini-parti, on retrouve ce système chez les éboueurs également). Il est à noter que le fini-parti n'existe plus dans la grande majorité des départements.

## Galerie d'images

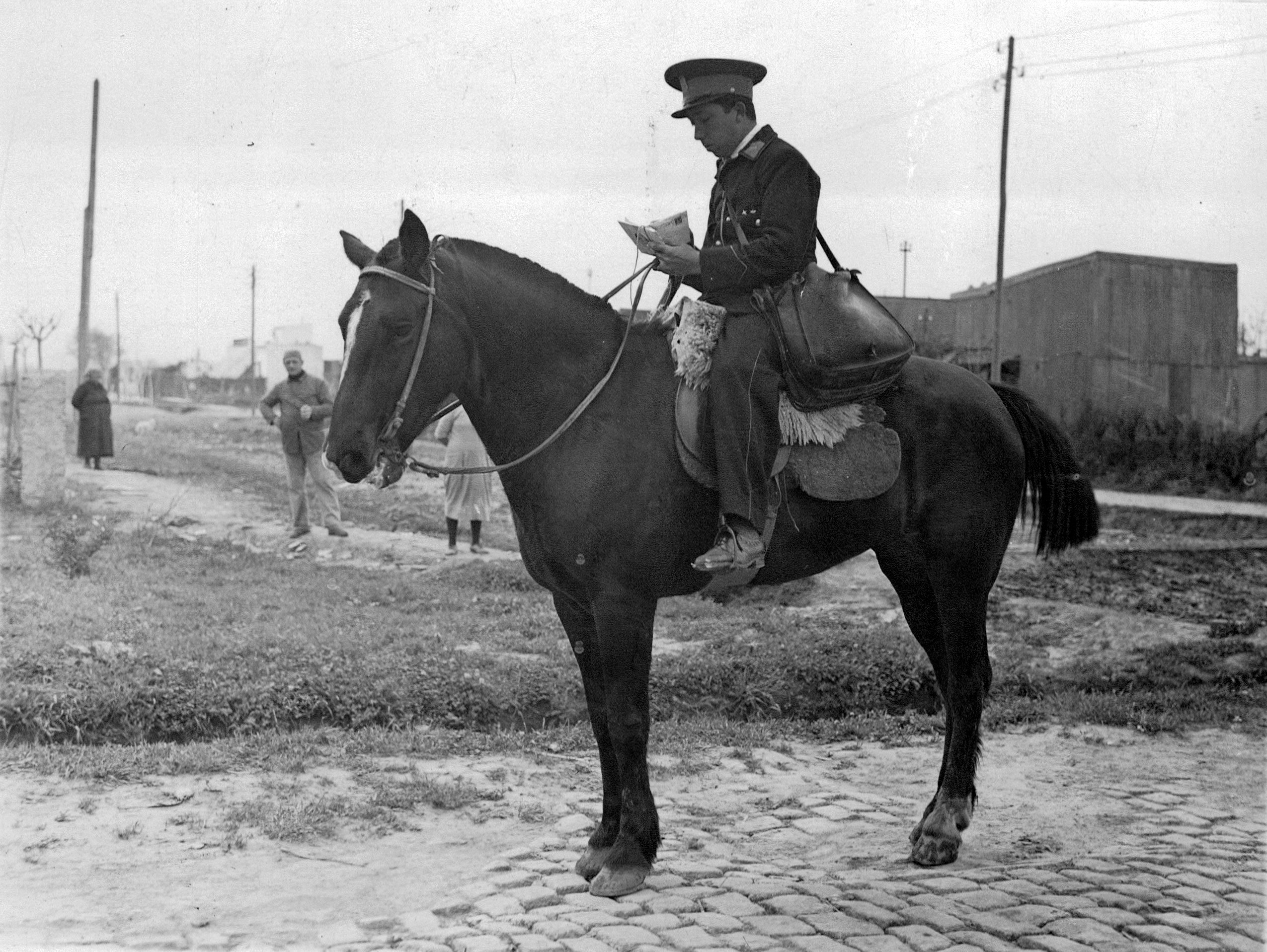
Facteur à cheval de la Correo Argentino.
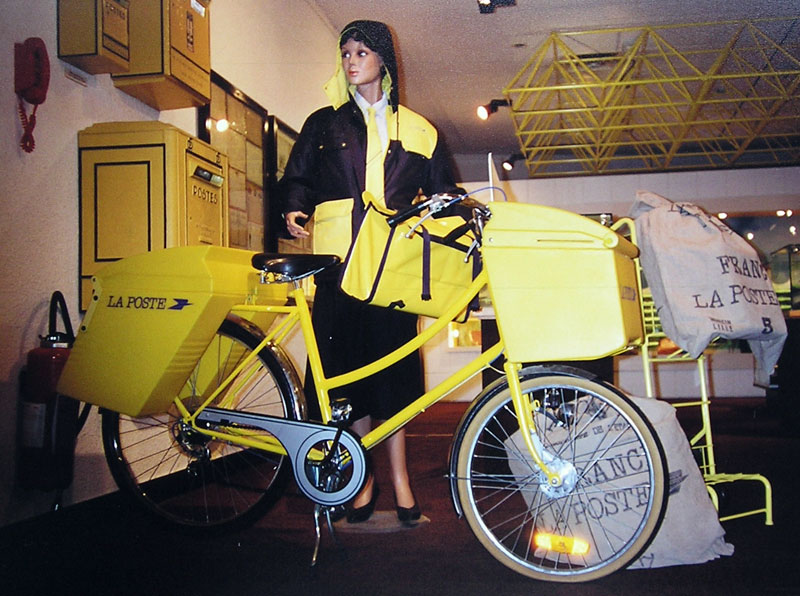
Statue représentant un facteur à vélo au musée de La Poste à Paris.
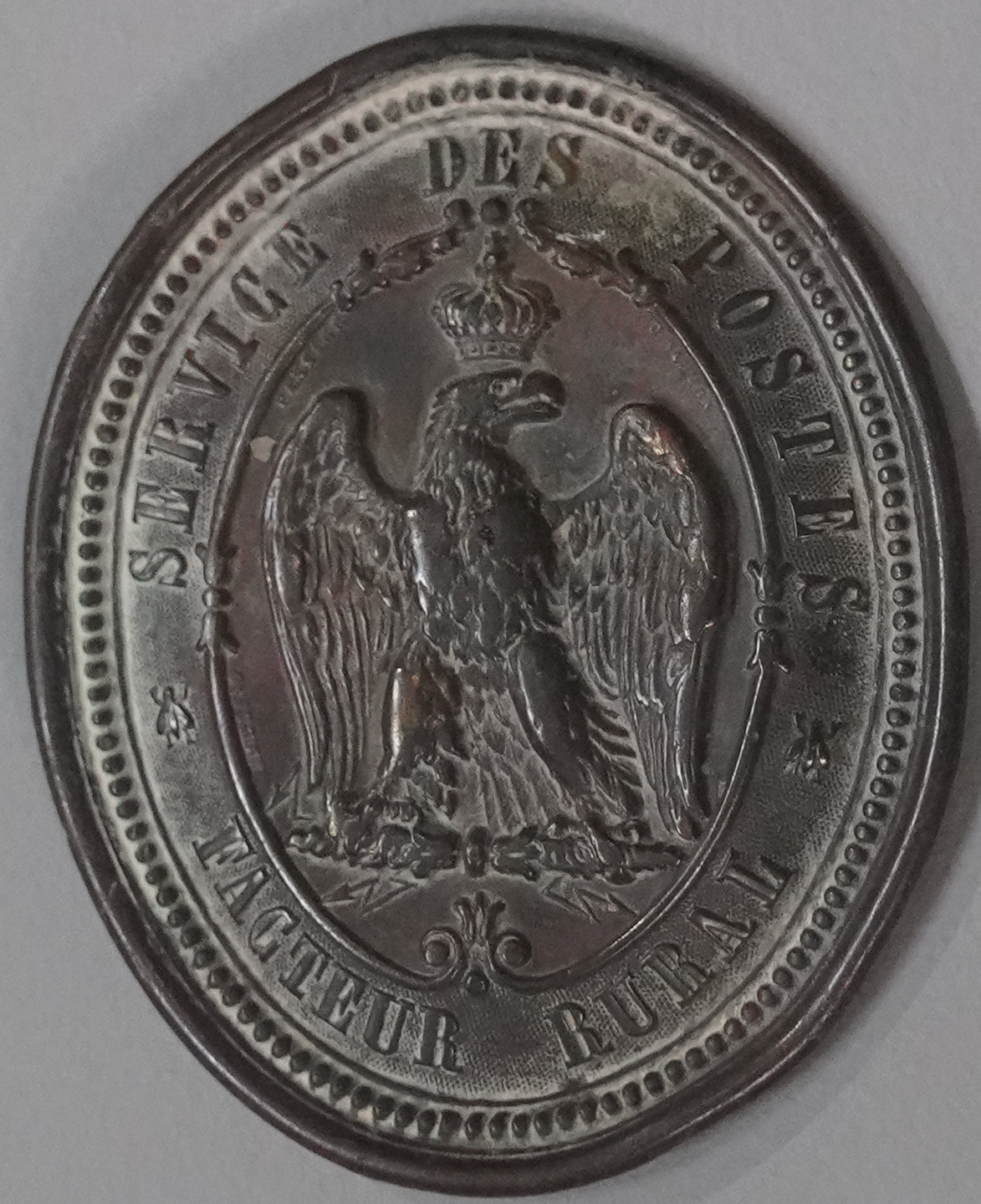
Plaque de facteur rural du second Empire.

## Facteurs célèbres
- Olivier Besancenot, homme politique français.
- Charles Bukowski, romancier.
- Ferdinand Cheval, dit « le facteur Cheval », bâtisseur du « Palais idéal » à Hauterives (Drôme), un édifice considéré comme un chef-d'œuvre de l'art naïf.
- Yohann Diniz, athlète français.
- Mary Fields (1832–1914) fut la première femme afro-américaine à officier en tant que factrice longue distance aux États-Unis.
- Jan Nyssen, facteur (1977-1997) à la Grand Poste de Liège, il devient ensuite Professeur de Géographie.
- Ivrin Pausé (1928-2019), a été facteur dans le cirque de Mafate à La Réunion durant quarante ans (1951-1991), durant lesquels il a parcouru 253 000 kilomètres à pied, soit six fois le tour de la terre, pour livrer le courrier aux habitants de ce cirque où il n'existe aucune route[8],[9] ; une statue lui rend hommage. À sa suite, d'autres ont pris le relais, comme Angelo Thiburce (de 1965 à 2000)[10], René-Claude Augustine ou Cyril Maillot, dont les tournées (qui vont jusqu'à 100 km par semaine) durent de deux à quatre jours pour remettre leur courrier aux sept cents habitants du cirque isolé[11],[12].

## Facteur dans les arts

### Au cinéma
- François, dans le film Jour de fête de Jacques Tati, 1949.
- Jules, dans le film diva de Jean Jacques Beineix, 1981.
- Ce dernier film a inspiré le rôle du facteur (joué par Jean-Paul Rouve) dans Un long dimanche de fiançailles de Jean-Pierre Jeunet, 2004.
- Le Facteur de Saint-Tropez, comédie de Richard Balducci, 1985.
- Mario Ruoppolo, interprété par Massimo Troisi, rôle-titre dans le film Le facteur (Il postino) de Michael Radford, 1994.
- Postman de Kevin Costner, 1997.
- Antoine, dans le film Bienvenue chez les Ch'tis de Dany Boon, 2008.
- Depardieu joue un facteur dans Michou d'aubert
- Théophile Moussa Sowie , le postier dans Les Visiteurs 1 et 2.

### En littérature
- Le facteur sonne toujours deux fois, en anglais The Postman Always Rings Twice, roman policier de James M. Cain, 1934.
- Le Postier, en anglais Post Office, roman de Charles Bukowski, 1971.
- Le Facteur, en anglais The postman, roman de David Brin, 1985.
- Facteur pendant la Grande Guerre, une BD et un livre.

### En art musical
- La chanson Please Mr. Postman est le premier enregistrement du groupe de chanteuses américaines The Marvelettes, sorti en août 1961. Ce titre est ensuite repris par les Beatles, enregistré le 30 juillet 1963, pour être inclus dans leur album With The Beatles[13]. En 1975, cette chanson est publiée en single par le groupe américain les Carpenters.